# Тридесет и шести пехотен козлодуйски полк
Тридесет и шести пехотен козлодуйски полк е български пехотен полк, формиран през 1900 година и взел участие в Балканската (1912 – 1913), Междусъюзническата (1913), Първата (1915 – 1918) и Втората световна война (1941 – 1945).

## Формиране
Тридесет и шести пехотен козлодуйски полк е формиран в Лом под името Дванадесети пехотен резервен полк на 12 февруари 1900 съгласно указ №9 от 1 януари 1899 година в състав четири пехотни и една погранична рота. На 23 май 1899 г. се премества във Видин. Съгласно указ №84 от 29 декември 1903 година полкът се развръща от една в две дружини и се преименува на 36-и пехотен козлодуйски полк. Част е от състава на 2-ра бригада на 6-а пехотна бдинска дивизия. Установява се на гарнизон в Оряхово.

## Балкански войни (1912 – 1913)
Полкът е мобилизиран през септември 1912 година във връзка с участието му във Балканската война (1912 – 1913) и от дву дружинен става четири дружинен. В началото на Балканската война съставът на полка наброява 4671 души. Участва в боевете за Кавакли, Люлебургас и Чаталджа. 
След сключването на Лондонския мир на 17 май 1913 г. полкът с цялата 6-а пехотна бдинска дивизия се прехвърля на запад от Чаталджа към Македония. Установява се в района на град Струмица. Тук дивизията е разделена. 36-и пехотен козлодуйски полк е насочен към град Щип към района, в който е разположена 8-а пехотна тунджанска дивизия. по време на Междусъюзническата война воюва при Струмица и Хамзали, при Пехчево и с. Дубочица.

## Първа световна война (1915 – 1918)
През септември 1915 година полкът е мобилизиран във връзка с участието му в Първата световна война (1915 – 1918). Влиза в състава на 2-ра бригада от 6-а пехотна бдинска дивизия. На 28 септември 1916 влиза в състава на 2-ра бригада от Сборната дивизия, заедно с 35-и, 53-ти, 6-и, 82-ри пехотни полкове, 11-и и 6-и маршеви полкове, 3-ти и 4-ти конни полкове, сборен артилерийски, тежък артилерийски и 2-ри артилерийски полк и пионерна дружина. Сражава се в Добруджа през 1916 в състава на Трета армия и на Македонския фронт през 1917. Участва в атака на Кубадинската позиция.
На 20 октомври 1918 година 1-ва, 2-ра и 3-та дружина остават в заложничество, а 4-та се завръща в България и е демобилизирана.
При намесата на България във войната полкът разполага със следния числен състав, добитък, обоз и въоръжение:
| Числен състав                                       | Добитък   | Обоз                                     | Въоръжение                           |
| --------------------------------------------------- | --------- | ---------------------------------------- | ------------------------------------ |
| Офицери: 75 Чиновници: 4 Подофицери и войници: 5220 | Коне: 644 | Обикновени: 85 Товарни: 368 Специални: 4 | Пушки и карабини: 4537 Картечници: 4 |

## Между двете световни войни
Тридесет и шести пехотен козлодуйски полк е формиран отново през май 1919 година от 36-а пехотна допълваща дружина, но съгласно предписание №2781 от 27 юни 1919 е разформирован, като от кадъра му се формира 3-та дружина на 3-ти пехотен бдински полк. На основание царска заповед №25 от 5 юни 1937 година 2-ра дружина от 4-ти пехотен плевенски полк се преименува на 36-и пехотна козлодуйска дружина, която през август 1938 се развръща в полк.

## Втора световна война (1941 – 1945)
През Втора световна война (1941 – 1945) полкът е на Прикриващия фронт (1941) в района на Елхово, след което от 1942 до 1943 г. е в състава на 1-ви български окупационен корпус. Взема участие в първата фаза на заключителния етап на войната в състава на 9-а пехотна плевенска дивизия.
- Към 1 септември 1939 полкът е в състава на 9-а пехотна Плевенска дивизия, заедно с 4-ти и 34-ти пехотни полкове.
- През 1941 полкът е мобилизиран в състава на 6-а пехотна Бдинска дивизия и изпратен на Прикриващия фронт в района на Елхово.
- От 12 април 1944 влиза в състава на 29-а пехотна дивизия, към 1-ви корпус, заедно с 3-ти и 42-ри пехотни полкове.
- На 17 септември 1944 полкът е прегрупиран във 2-ра пехотна Тракийска дивизия, заедно с 9-и, 21-ви, 27-и пехотни полкове и 3-ти дивизионен артилерийски полк, в състава на новосформираната Първа армия.
- Участва в тежките боеве при Крива паланка, Страцин, Куманово (Страцинско-Кумановската операция), река Пчиня, Нови чифлик. В тези боеве полкът дава 132 убити.
- За проявен героизъм и военна техника командирът на 36-и пехотен Козлодуйски полк, полковник Павел Панов, получава два ордена „За храброст“, връчени му от командира на Първа армия – генерал Владимир Стойчев. Единият – за боевете при Крива паланка, а другият – за битката при Страцин.

Тридесет и шести пехотен козлодуйски полк е демобилизиран през декември 1944 година. Към него се числи и Гвардейската дружина от Оряхово

## Наименования
През годините полкът носи различни имена според претърпените реорганизации:
- Дванадесети пехотен резервен полк (12 февруари 1900 – 29 декември 1903)
- Тридесет и шести пехотен козлодуйски полк (29 декември 1903 – 27 юли 1919)
- Тридесет и шести пехотна козлодуйски дружина (5 юли 1937 – август 1938)
- Тридесет и шести пехотен козлодуйски полк (август 1938 – декември 1944)

## Командири
Званията са към датата на заемане на длъжността.
| № | звание       | име                 | дати                 |
| - | ------------ | ------------------- | -------------------- |
|   | Майор        | Иван Петров         | от 1903              |
|   | Подполковник | Хараламби Янакиев   | от 1904              |
|   | Полковник    | Спас Чилингиров     | към 1904             |
|   | Полковник    | Станчо Радойков     | 1912 – 1913          |
|   | Подполковник | Константин Гладичев | октомври 1914 – 1917 |
|   | Подполковник | Стефан Соларов      | Първа световна война |
|   | Подполковник | Йосиф Шишков        | Първа световна война |
|   | Полковник    | Георги Шкодрев      | 1941 – 1942?         |
|   | Полковник    | Павел Панов         | 12 май 1942 – 1945   |
|   | Майор        | Борис Иванов        |                      |
|   |              | Кирил Граменов      | 1947                 |

Други командириː подполковник Димитър Николов

## Други
- На 30 октомври е бойният празник на 36-и пехотен Козлодуйски полк.
- В началото на 20 век, след като завършва военна гимназия, в редовете на 36-и пехотен Козлодуйски полк служи бъдещият военен пилот полковник Радул Милков, извършил по-късно – на 16 октомври 1912 г., първия разузнавателен полет в историята на българската авиация.
- По време на Балканската война, Междусъюзническата война и Първата световна война в редовете на 36-и пехотен Козлодуйски полк е служил бъдещият политически и военен деец генерал-лейтенант Фердинанд Козовски.
- От 1931 до 1958 във военния духов оркестър към 36-и пехотен Козлодуйски полк е бил назначен големият български композитор Дико Илиев. Това е най-плодотворния период от творчеството му и там той създава легендарните хора „Зиг-заг“, „Селски въздишки“, „Варненско хоро“, „Оряховска идилия“, „Дайчово хоро“, „Селски празник“, правото хоро „Александрийка“, „Добруджанско право хоро“, пайдушкото хоро „Народна душа“, и много други хора̀ и маршове. Особено благотворно влияние за израстването му изиграва диригентът на оркестъра подпоручик Александър Вейнер – чех по произход. Дико Илиев участва в първата фаза на Втората световна война в редовете на 36-и пехотен козлодуйски полк като щабс-тръбач.
- На 27 юни 1942, в чест на падналите войници от 36-и пехотен Козлодуйски полк в Добричката епопея, по време на Първата световна война, село Осман факъ (Добричка община) е преименувано на Козлодуйци.